# Kontrowers (Stefanów)
Kontrowers – nieoficjalna część wsi Stefanów leżąca w województwie mazowieckim, w powiecie garwolińskim, w gminie Żelechów.
W latach 1975–1998 miejscowość administracyjnie należała do województwa siedleckiego.
Nazwa miejscowości znajduje się w archiwalnych zestawieniach TERYT.